# Turneul celor Șase Națiuni
Turneul celor șase națiuni este o competiție de rugby disputată anual între echipele de rugby ale Angliei, Franței, Irlandei, Italiei, Scoției și a Țării Galilor. Este urmașul Turneului celor cinci națiuni, la care nu a participat Italia, acesta la rândul lui fiind urmașul Turneului celor patru națiuni care începând din 1882-1883 opunea echipele britanice. Franța s-a alăturat turneului în 1910 iar Italia s-a alăturat în anul 2000.
Turneul este competiția dintre cele mai puternice echipe europene. Restul națiunilor europene se întrec în Cupa Europeană a Națiunilor, competiție ce se dispută într-un sistem de divizii. Echipa națională de rugby a României participă în prima divizie a întrecerii iar Echipa națională de rugby a Moldovei participă în a doua divizie a acesteia.

## Cele șase națiuni
| - Anglia - Culori : Tricou alb, șort alb, șosete bleu-marin - Stadion : Twickenham din Londra - Simbol : Trandafirul de Lancaster - Imn : God Save the Queen - Franța - Culori : Tricou albastru, șort albastru, șosete albastre - Stadion : Stade de France din Saint-Denis - Simbol : cocoșul galic - Imn : La Marseillaise - Irlanda - Culori : Tricou verde, șort alb, șosete verzi - Stadion : Lansdowne Road și momentan Croke Park din Dublin - Simbol : Trifoiul irlandez - Imn : Ireland's Call | - Italia - Culori : Tricou albastru deschis, șort alb, șosete albastru deschis - Stadion : Stadionul Flaminio din Roma - Simbol : tricolorul verde, alb, roșu (cu o coroană de lauri deasupra logo-ului FIR) - Imn : Fratelli d'Italia - Scoția - Culori : Tricou bleu-marin, șort alb, șosete bleu-marin - Stadion : Murrayfield din Edinburgh - Simbol : Scaietele scoțian - Imn : The Flower of Scotland - Țara Galilor - Culori : Tricou roșu, șort alb, șosete roșii - Stadion : Millennium Stadium din Cardiff - Simbol : trei pene de struț - Imn : Hen Wlad Fy Nhadau |

Echipa de rugby a Irlandei este o selecție de jucători din Republica Irlanda și din Irlanda de Nord. Este alcătuită din cei mai buni jucători din cele patru provincii ale rugby-ului irlandez: Connacht, Leinster, Munster și Ulster. Această participare irlandeză la turneu a reușit să supraviețuiască de-a lungul anilor, inclusiv în perioada conflictului din Irlanda de Nord. Din motive de neutralitate, echipa este reprezentată în mod tradițional prin simbolul Irlandei, foaia de trifoi iar imnul intonat la începerea meciurilor este un imn compus special pentru echipă.

## Istoric
Prima competiție internațională de rugby s-a disputat pe data de 27 martie 1871 între echipele Angliei și Scoției.
Meciul s-a desfășurat la Raeburn Place din Edinburgh, un stadion de Cricket deoarece federația scoțiană de rugby nu dispunea de un stadion potrivit . S-a disputat între două echipe de câte 20 de jucători, în două reprize de câte 50 minute. Scoțienii au câștigat meciul cu un eseu și un gol marcat contra unui eseu pentru englezi.
Echipa de rugby a Irlandei a desfășurat primul său meci internațional în 1875 împotriva Angliei iar Țara Galilor a jucat primul său meci internațional în 1881 contra Angliei, în 1882 contra Irlandei și în 1883 contra Scoției. Prima ediție completă a turneului are loc în 1884 când pentru pria dată cele patru echipe britanice joacă fiecare cu fiecare în cadrul aceluiași sezon.. Edițiile din 1885, 1887 și 1888 nu sunt complete, datorită neînțelegerilor dintre federații.
Englezii sunt excluși din turneu în 1888 și 1889 datorită refuzului acestora de a se alătura International Rugby Board. Galezii au fost excluși la rândul lor din turneu în 1897 și 1898, deoarece căpitanul acestora, Arthur Gould, a fost recompensat pentru prestațiile sale, fapt ce a fost interpretat ca o încălcare a regulii amatorismului, în vigoare în acea perioadă în rugby. Odată cu retragerea lui Gould din activitatea sportivă chestiunea a fost rezolvată iar Țara Galilor a putut participa la edițiile următoare.
În aceeași perioadă, prima "echipă a Franței" (o echipă de jucători parizieni) a jucat primele meciuri în Anglia, în februarie 1893. Doar în 1906 Echipa națională de rugby a Franței a disputat primul său meci internațional oficial împotriva Angliei. În anii următori aceasta a disputat meciuri contra celorlalte echipe din turneu: Țara Galilor și Irlanda în 1909 și Scoția în 1910. În același an, Franța este admisă în întrecere, aceasta devenind Turneul celor cinci națiuni, prima ediție fiind câștigată de Anglia.
La 1 ianuarie 1913 în timpul meciului Franța-Scoția, spectatorii atacă arbitrul întâlnirii pentru a-și exprima nemulțumirea. Poliția este nevoită să intervină iar în urma incidentului Scoția declară că refuză pe viitor să mai joace contra Franței în condițiile în care meciurile trebuie să se desfășoare sub protecția poliției. Scoția refuză să joace contra Franței în 1914, astfel că aceasta este implicit exclusă din turneu. Primul război mondial nu permite aplicarea acestei excluderi, astfel că din 1918, întâlnirile continuă între cele cinci națiuni, în numele fraternității din timpul războiului.
Perioada anilor 1910 și 1920 a fost dominată de echipa Scoției ce a câștigat nouă ediții ale turneului, realizând Marele Șlem în 1925.
În 1931, Franța este exclusă pentru practici profesionale (plata jucătorilor și schimburi de jucători între cluburi) și datorită jocului violent practicat la anumite meciuri. Meciul Franța-Țara Galilor din 1930 este de o brutalitate extremă atât pe teren cât și în tribune și în afara stadionului. Franța este readmisă în turneu în 1939 în urma ajungerii la un acord între federația franceză și cluburile dizidente acuzate de practici profesionale. Izbucnirea celui de al doilea război mondial întrerupe desfășurarea turneului astfel că Franța revine în turneu doar cu ocazia primului turneu desfășurat după încheierea războiului, în 1947.
Echipa Irlandei domină perioada postbelică câștigând consecutiv edițiile dintre 1948 și 1951. Această perioadă este în continuare perturbată de acuzațiile de practici profesionale la adresa Franței, aceasta reușind în 1952 să evite o nouă excludere din turneu.
Franța reușește să obțină o primă victorie în turneu în 1954, victorie partajată însă între trei echipe. În perioada 1959 - 1962, aceasta reușește să se impună în patru ediții consecutive câștigându-și astfel statutul de mare echipă.
Perioada 1964 - 1979 este dominată de Țara Galilor care câștigă turneul de zece ori. Este perioada de glorie a rugby-ului galez, această echipa reușind în următorii ani prestații modeste și câștigând turneul doar de trei ori.
În 1972, turneul este perturbat de conflictul din Irlanda de Nord, echipele Țării Galilor și Scoției nejucând meciurile contra Irlandei din rațiuni de securitate. Ediția este declarată fără câștigător, iar în anii următori imnul englez, God Save the Queen, nu mai este intonat la începutul meciurilor. Din motive de echilibrare a situației nici imnurile franceze și irlandeze nu mai sunt intonate. Această interdicție ia sfârșit în 1997.
Anii 1980 sunt dominați de Franța, care obține 6 victorii din care 2 Mari Șlemuri. În 1993 are loc o schimbare importantă de regulamet, fiind luată în considerare și diferența de punctaveraj pentru clasament. De asemenea a fost introdus un trofeu ce este decernat câștigătorului turneului.
în 1996, turneul, păstrându-și numele, devine Cupa Europei a Națiunilor la rugby în XV, Anglia fiind prima echipă națională campioană a Europei. Cu acest titlu Anglia marchează o perioadă de succese consecutive de la începutul anilor 1990.
Italia se alătură turneului în anul 2000, Turneul celor șase națiuni succedând astfel Turneului celor cinci națiuni.

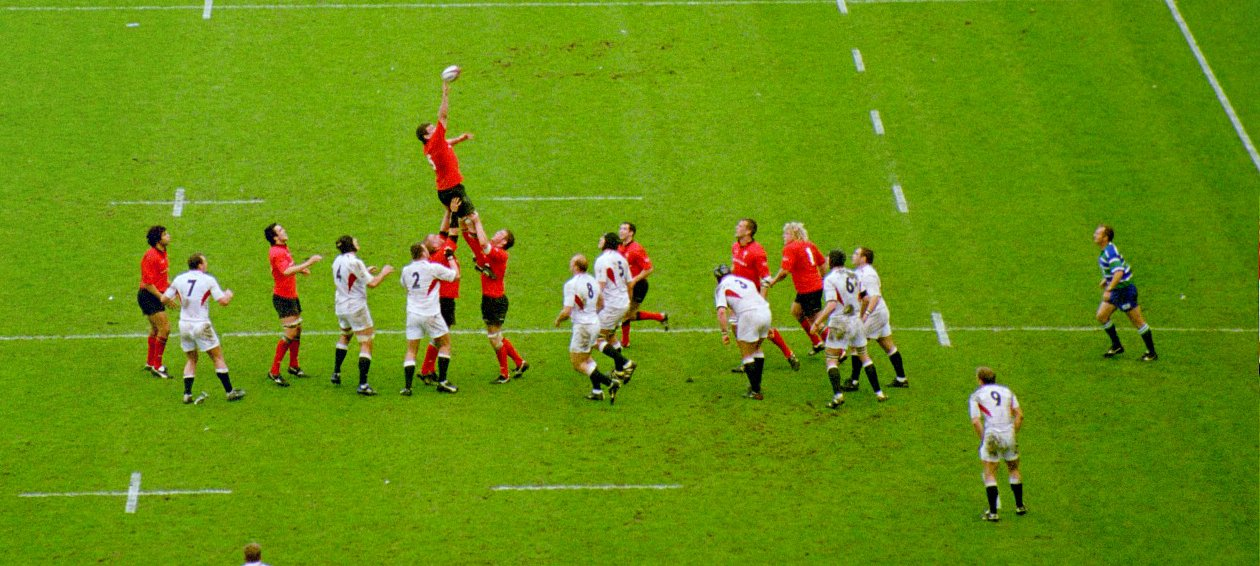
Anglia-Țara Galilor la întâlnirea din 2004

Actualmente nu sunt planuri de modificare a numărului de națiuni participante, în ciuda apelurilor repetate ale Argentinei care dorește să participe la turneu.
La începutul anilor 2000 Anglia a fost echipa care a dominat competiția, marcatorul acesteia, Jonny Wilkinson devenind cel mai bun marcator din istoria turneului.

## Stadioanele turneului
Meciurile se desfășoară de obicei pe următoarele stadioane::
- Aviva Stadium (cunoscut și ca Lansdowne Road) din Dublin (51.700 locuri)
- Murrayfield din Edinburgh (67.500 locuri)
- Millennium Stadium din Cardiff (72.500 locuri)
- Stadio Flaminio din Roma (25.000 locuri[14])
- Stade de France din Paris-Saint-Denis (80.000 locuri)
- Twickenham din Londra (73.500 locuri)

În 2007, echipa Irlandei a disputat meciurile pe stadionul Croke Park unde de obicei au loc meciuri de fotbal gaelic. Stadionul obișnuit, Lansdowne Road este în reconstrucție în perioada 2007 - 2008. A fost găsit un acord cu Gaelic Athletic Association pentru ca meciurile să se dispute pe acest stadion. Acordul a necesitat discuții importante datorită reticenței Gaelic Athletic Association de a sprijinii sporturile cu altă origine decât cea irlandeză (rugby-ul este considerat un sport englez). Acordul a fost prelungit în anul 2008 iar din 2009 meciurile se vor disputa din nou pe stadionul Lansdowne Road.

### Prezența la stadion

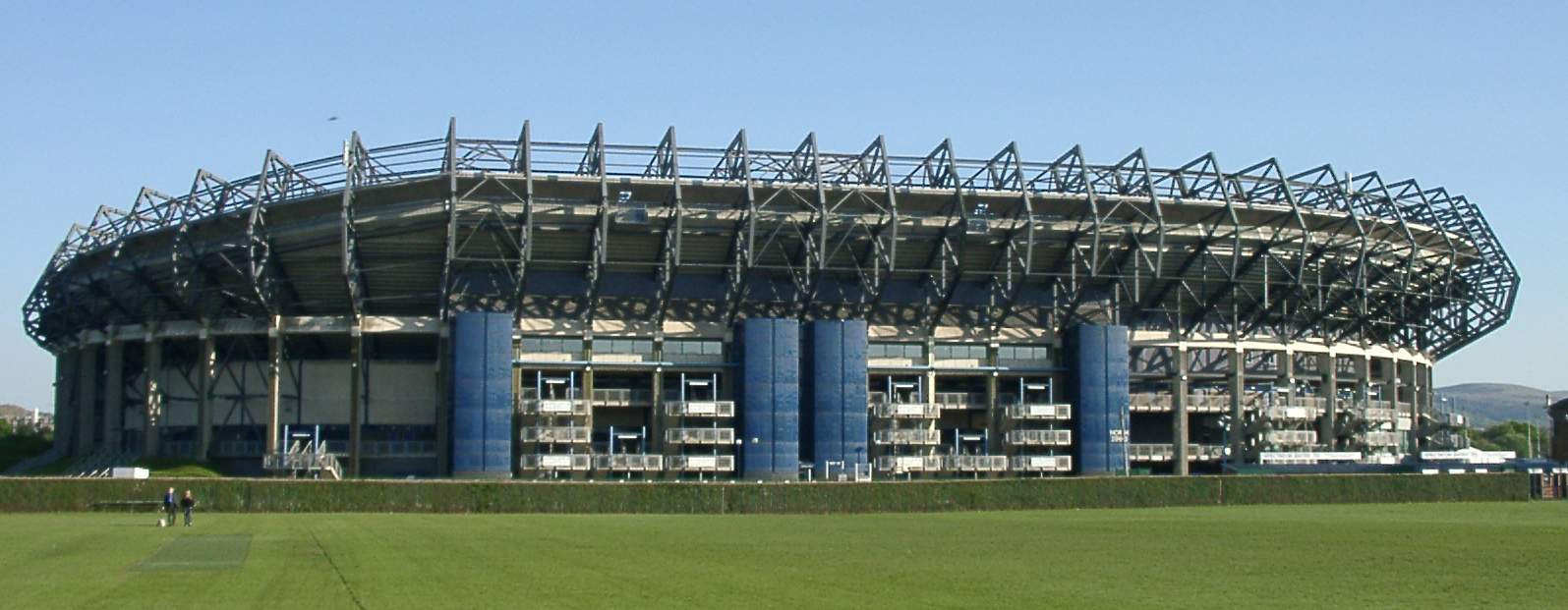
Murrayfield

Ediția din 2006 a turneului, a fost, cu o medie de 56.084 spectatori pe meci, competiția sportivă dintre națiuni ce a atras cel mai mare număr de spectatori. Turneul celor șase națiuni devansează astfel Campionatul Mondial de Fotbal a cărui ediție din 2006 a fost urmărită de 52.401 spectatori/meci și Turneul celor trei națiuni cu o medie de 45.211 spectatori în 2006.
Recordul de spectatori este de 104.000 și a fost stabilit la 1 martie 1975 la Murrayfield (Scoția) pentru un meci Scoția-Țara Galilor. De la această dată capacitatea stadionului a fost redusă pentru a ameliora securitatea spectatorilor.

## Trofee
Pe lângă victoria în turneu, o serie de trofee oficiale și neoficiale sunt atribuite:
- Tripla Coroană, trofeu neoficial, este decernat de jurnaliștii britanici formației britanice care câștigă toate întâlnirile cu celelalte echipe britanice. A fost decernat pentru prima dată în 1883
- Calcutta Cup este trofeul pus în joc la meciurile dintre Anglia și Scoția. Trofeul a fost creat în 1878 și a fost disputat pentru prima dată pe 10 martie 1879[16].

- Millennium Trophy recompensează câștigătorul meciurilor dintre Anglia și Irlanda.

- Trofeul Eurostar recompensează câștigătorul meciului dintre Franța și Anglia.

- Centenary Quaich recompensează câștigătorul meciului dintre Scoția și Irlanda.

- Trofeul Giuseppe Garibaldi a fost introdus la ediția din 2007 și recompensează câștigătoarea derby-ului latin, Franța-Italia.

- Marele Șlem (engleză Grand Slam, franceză Grand Chelem) este un bonus pentru câștigătorul turneului și desemnează victorii în fața tuturor celorlalte echipe. Termenul a fost introdus pentru prima dată de către un jurnalist englez în 1957 cu ocazia primului Mare Șlem al echipei Angliei[17].

## Palmares
Anglia este în prima poziție a palmaresului, cu 39 de victorii din care 13 Mari Șlemuri. Perioadele de mare succes ale echipei au fost în anii 1920 și la începutul anilor 1990.
|              | Turnee disputate | Mari Șlemuri | Victorii | Victorii partajate |
| ------------ | ---------------- | ------------ | -------- | ------------------ |
| Anglia       | 129              | 13           | 29       | 10                 |
| Țara Galilor | 131              | 12           | 28       | 11                 |
| Franța       | 96               | 10           | 19       | 8                  |
| Scoția       | 131              | 3            | 14       | 8                  |
| Irlanda      | 131              | 4            | 16       | 8                  |
| Italia       | 26               | 0            | 0        | 0                  |

### Patru Națiuni 1883–1909
| 1883                         | Anglia (Tripla Coroană)       |
| 1884                         | Anglia (Tripla Coroană)       |
| 1885                         | Nu s-a desfășurat             |
| 1886                         | Anglia și Scoția              |
| 1887                         | Scoția                        |
| 1888                         | Nu s-a desfășurat             |
| 1889                         | Nu s-a desfășurat             |
| 1890                         | Anglia și Scoția              |
| 1891                         | Scoția (Tripla Coroană)       |
| 1892                         | Anglia (Tripla Coroană)       |
| 1893                         | Țara Galilor (Tripla Coroană) |
| 1894                         | Irlanda (Tripla Coroană)      |
| 1895                         | Scoția (Tripla Coroană)       |
| 1896                         | Irlanda                       |
| 1897                         | Nu s-a desfășurat             |
| 1898                         | Nu s-a desfășurat             |
| 1899                         | Irlanda (Tripla Coroană)      |
| 1900                         | Țara Galilor (Tripla Coroană) |
| 1901                         | Scoția (Tripla Coroană)       |
| 1902                         | Țara Galilor (Tripla Coroană) |
| 1903                         | Scoția (Tripla Coroană)       |
| 1904                         | Scoția                        |
| 1905                         | Țara Galilor (Tripla Coroană) |
| 1906                         | Țara Galilor și Irlanda       |
| 1907                         | Scoția (Tripla Coroană)       |
| 1908                         | Țara Galilor (Mare Șlem)      |
| 1909                         | Țara Galilor (Mare Șlem)      |
| Sursă: Roll of Honour at BBC |                               |

### Cinci Națiuni 1910–1931
| 1910                         | Anglia                                              |
| 1911                         | Țara Galilor (Mare Șlem)                            |
| 1912                         | Anglia și Irlanda                                   |
| 1913                         | Anglia (Mare Șlem)                                  |
| 1914                         | Anglia (Mare Șlem)                                  |
| 1915-19                      | Nu s-a desfășurat din cauza Primului război mondial |
| 1920                         | Anglia, Scoția și Țara Galilor                      |
| 1921                         | Anglia (Mare Șlem)                                  |
| 1922                         | Țara Galilor                                        |
| 1923                         | Anglia (Mare Șlem)                                  |
| 1924                         | Anglia (Mare Șlem)                                  |
| 1925                         | Scoția (Mare Șlem)                                  |
| 1926                         | Irlanda și Scoția                                   |
| 1927                         | Irlanda și Scoția                                   |
| 1928                         | Anglia (Mare Șlem)                                  |
| 1929                         | Scoția                                              |
| 1930                         | Anglia                                              |
| 1931                         | Țara Galilor                                        |
| Sursă: Roll of Honour at BBC |                                                     |

### Patru Națiuni 1932–1939
| 1932                         | Anglia, Irlanda și Țara Galilor |
| 1933                         | Scoția (Tripla Coroană)         |
| 1934                         | Anglia (Tripla Coroană)         |
| 1935                         | Irlanda                         |
| 1936                         | Țara Galilor                    |
| 1937                         | Anglia (Tripla Coroană)         |
| 1938 1938                    | Scoția (Tripla Coroană)         |
| 1939                         | Anglia, Irlanda și Țara Galilor |
| Sursă: Roll of Honour at BBC |                                 |

### Cinci Națiuni 1940–1999
| 1940–46                      | Nu s-a desfășurat din cauza celui de al doilea război mondial |
| 1947                         | Anglia și Țara Galilor                                        |
| 1948                         | Irlanda (Mare Șlem)                                           |
| 1949                         | Irlanda (Tripla Coroană)                                      |
| 1950                         | Țara Galilor (Mare Șlem)                                      |
| 1951                         | Irlanda                                                       |
| 1952                         | Țara Galilor (Mare Șlem)                                      |
| 1953                         | Anglia                                                        |
| 1954                         | Anglia (Tripla Coroană), Franța și Țara Galilor               |
| 1955                         | Franța și Țara Galilor                                        |
| 1956                         | Țara Galilor                                                  |
| 1957                         | Anglia (Mare Șlem)                                            |
| 1958                         | Anglia                                                        |
| 1959                         | Franța                                                        |
| 1960                         | Anglia (Tripla Coroană) și Franța                             |
| 1961                         | Franța                                                        |
| 1962                         | Franța                                                        |
| 1963                         | Anglia                                                        |
| 1964                         | Scoția și Țara Galilor                                        |
| 1965                         | Țara Galilor                                                  |
| 1966                         | Țara Galilor                                                  |
| 1967                         | Franța                                                        |
| 1968                         | Franța (Mare Șlem)                                            |
| 1969                         | Țara Galilor (Tripla Coroană)                                 |
| 1970                         | Franța și Țara Galilor                                        |
| 1971                         | Țara Galilor (Mare Șlem)                                      |
| 1972                         | Nu s-a desfășurat                                             |
| 1973                         | Anglia, Franța, Irlanda, Scoția și Țara Galilor               |
| 1974                         | Irlanda                                                       |
| 1975                         | Țara Galilor                                                  |
| 1976                         | Țara Galilor (Mare Șlem)                                      |
| 1977                         | Franța (Mare Șlem)                                            |
| 1978                         | Țara Galilor (Mare Șlem)                                      |
| 1979                         | Țara Galilor (Tripla Coroană)                                 |
| 1980                         | Anglia (Mare Șlem)                                            |
| 1981                         | Franța (Mare Șlem)                                            |
| 1982                         | Irlanda (Tripla Coroană)                                      |
| 1983                         | Franța și Irlanda                                             |
| 1984                         | Scoția (Mare Șlem)                                            |
| 1985                         | Irlanda (Tripla Coroană)                                      |
| 1986                         | Franța și Scoția                                              |
| 1987                         | Franța (Mare Șlem)                                            |
| 1988                         | Franța și Țara Galilor (Tripla Coroană)                       |
| 1989                         | Franța                                                        |
| 1990                         | Scoția (Mare Șlem)                                            |
| 1991                         | Anglia (Mare Șlem)                                            |
| 1992                         | Anglia (Mare Șlem)                                            |
| 1993                         | Franța                                                        |
| 1994                         | Țara Galilor                                                  |
| 1995                         | Anglia (Mare Șlem)                                            |
| 1996                         | Anglia (Tripla Coroană)                                       |
| 1997                         | Franța (Mare Șlem)                                            |
| 1998                         | Franța (Mare Șlem)                                            |
| 1999                         | Scoția                                                        |
| Sursă: Roll of Honour at BBC |                                                               |

### Șase Națiuni 2000–prezent
| 2000                         | Anglia                   |
| 2001                         | Anglia                   |
| 2002                         | Franța (Mare Șlem)       |
| 2003                         | Anglia (Mare Șlem)       |
| 2004                         | Franța (Mare Șlem)       |
| 2005                         | Țara Galilor (Mare Șlem) |
| 2006                         | Franța                   |
| 2007                         | Franța                   |
| 2008                         | Țara Galilor (Mare Șlem) |
| 2009                         | Irlanda (Mare Șlem)      |
| 2010                         | Franța (Mare Șlem)       |
| 2011                         | Anglia                   |
| 2012                         | Țara Galilor (Mare Șlem) |
| 2013                         | Țara Galilor             |
| 2014                         | Irlanda                  |
| 2015                         | Irlanda                  |
| 2016                         | Anglia (Mare Șlem)       |
| 2017                         | Anglia                   |
| 2018                         | Irlanda                  |
| 2019                         | Țara Galilor             |
| 2020                         | Anglia                   |
| 2021                         | Țara Galilor             |
| 2022                         | Franța (Mare Șlem)       |
| 2023                         | Irlanda (Mare Șlem)      |
| 2024                         | Irlanda                  |
| 2025                         | Franța                   |
| Sursă: Roll of Honour at BBC |                          |

### Clasamentul Turneului celor Șase Națiuni (2000 - 2016)
|              | J  | V  | E | Î  | PP   | PC   | DP    | Pct | Victorii | MS | TC | LL  |
| ------------ | -- | -- | - | -- | ---- | ---- | ----- | --- | -------- | -- | -- | --- |
| Anglia       | 85 | 60 | 1 | 24 | 2350 | 1327 | +1023 | 245 | 121      | 5  | 2  | 4   |
| Irlanda      | 85 | 55 | 3 | 27 | 2080 | 1536 | +544  | 211 | 113      | 3  | 1  | 4   |
| Franța       | 85 | 54 | 2 | 29 | 2084 | 1534 | +550  | 200 | 110      | 5  | 3  | N/A |
| Țara Galilor | 85 | 47 | 3 | 35 | 1984 | 1811 | +173  | 183 | 97       | 4  | 3  | 3   |
| Scoția       | 85 | 21 | 2 | 62 | 1378 | 2115 | −737  | 102 | 44       | 0  | 0  | 0   |
| Italia       | 85 | 12 | 1 | 72 | 1239 | 2792 | −1553 | 105 | 25       | 0  | 0  | N/A |

### Cel mai mare interval de timp fără victorie
| Echipa       | Turnee | Ani | Sezoane      |
| ------------ | ------ | --- | ------------ |
| Franța       | 24     | 44  | 1910-1954    |
| Irlanda      | 24     | 24  | 1985-2009    |
| Italia       | 24     | 24  | 2000-prezent |
| Scoția       | 26     | 26  | 2000-prezent |
| Anglia       | 16     | 18  | 1892-1910    |
| Țara Galilor | 11     | 11  | 1994-2005    |

### Lingura de lemn
Lingura de lemn este un „anti-trofeu”, decernat echipei care a pierdut toate meciurile dintr-o ediție a turneului.
| Echipa       | Număr de linguri de lemn | Ani |
| ------------ | ------------------------ | --- |
| Irlanda      | 25                       | 1884, 1885, 1886, 1891, 1895, 1909, 1960, 1977, 1981, 1984, 1986, 1992, 1998                               |
| Scoția       | 24                       | 1902, 1911, 1914, 1947, 1952, 1953, 1954, 1968, 1978, 1980, 1985, 1994, 2004, 2007, 2012, 2015             |
| Italia       | 18                       | 2000, 2001, 2002, 2005, 2006, 2008, 2009, 2010, 2011, 2014, 2016, 2017, 2018, 2019, 2020, 2021, 2022, 2023 |
| Țara Galilor | 19                       | 1889, 1892, 1937, 1949, 1963, 1967, 1990, 1993, 1995, 2003, 2024, 2025                                     |
| Anglia       | 17                       | 1899, 1901, 1903, 1905, 1907, 1972, 1976                                                                   |
| Franța       | 13                       | 1910, 1912, 1913, 1914, 1920, 1925, 1929, 1957, 2013                                                       |

## Fapte și anecdote
- Ediția din 1973 a turneului este unică deoarece toate cele cinci echipele au terminat la egalitate, fiecare echipă câștigând toate meciurile de pe teren propriu
- Imnul oficial al turneului este Te Deum compus de Marc-Antoine Charpentier din 1957.